# Bracovce
Bracovce – wieś (obec) na Słowacji położona w kraju koszyckim, w powiecie Michalovce. Pierwsze wzmianki o miejscowości pochodzą z roku 1227. 
Według danych z dnia 31 grudnia 2012, wieś zamieszkiwało 955 osób, w tym 474 kobiety i 481 mężczyzn.
W 2001 roku rozkład populacji względem narodowości i przynależności etnicznej wyglądał następująco:
- Słowacy – 95,3%
- Czesi – 0,32%
- Polacy – 0,11%
- Romowie – 4,27%

Ze względu na wyznawaną religię struktura mieszkańców kształtowała się w 2001 roku następująco:
- Katolicy rzymscy – 24,23%
- Grekokatolicy – 5,98%
- Ewangelicy – 20,92%
- Prawosławni – 26,68%
- Ateiści – 2,56%
- Nie podano – 0,85%